# 利尔·特卡
泰勒-贾斯汀·安东尼·夏普（英語：Tyler-Justin Anthony Sharpe；2002年8月26日—），艺名利爾·特卡（Lil Tecca），美国说唱歌手。他以在2019年发行的单曲《Ransom》爆紅，當時该单曲在《告示牌》百大熱門榜上排名第4。这首单曲收录在他2019年發佈的首张混音帶《We Love You Tecca》中，该专辑在美国Billboard 200排行榜上排名第 4 位。 混音带还收录了单曲《Love Me》和《Did It Again》。 他的首张录音室专辑《Virgo World》（2020年發行）在Billboard 200 排行榜上排名第10，專輯當中包括他Billboard Hot 100排行榜上榜歌曲《Dolly》和《When You Down》。他的第二张錄音室專輯《We Love You Tecca 2》于2021年8月发行，其中包括《Repeat It》和《Lot of Me》。

## 早期生活
夏普于2002年8月26日出生于美國纽约市皇后区的牙买加移民家庭。他在皇后区斯普林菲尔德花园（皇后區聚居地）附近长大， 后来搬到长岛的Cedarhurst 。 夏普从小就有參加NBA比賽的梦想，但在12岁左右，就读于劳伦斯高中的他将重心转向了音乐。